# Губка для посуду

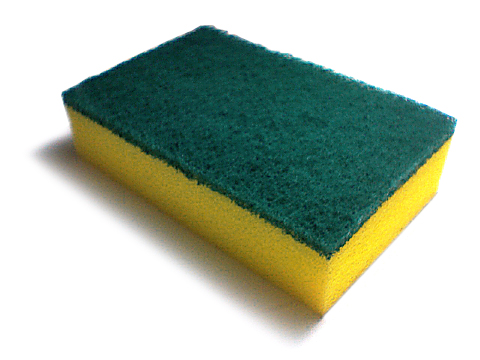
Губка для посуду

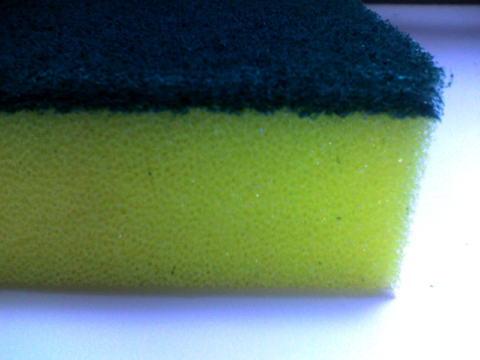

Губка для посуду — виріб з губчатого матеріалу (наприклад, з поролону або мікрофібри), призначення якого — ефективно мити посуд. Зручність губок в тому, що вони затримують в собі миючий засіб, що дозволяє витрачати його більш економно. Інший різновид господарських губок — металеві губки для зішкрябування з посуду залишків їжі.
Спочатку їх виготовляли з натуральних морських губок, сьогодні вони найчастіше виготовляються із синтетичних матеріалів.

## Різновиди
Бувають різні види губок. Побутові губки виробляють з поролону і абразиву хорошої якості. Вони бувають з м'яким шаром і жорстким. М'який шар використовують для миття не сильно забруднених поверхонь. Жорсткий, використовують для видалення високого ступеня забрудненості. Побутові губки зручні у використанні. Галузь застосування: посуд, раковина, ванна, газові плити, кахель, електричні плити тощо.
Губки і мачулки універсальні. До них відносять губки зі сталевою ниткою, мачулки для миття посуду в мідній оболонці, мачулки з нержавіючої сталі, металеві мачулки та металеві мачулки з ручкою, і махрові губки. Галузь застосування: кухонний посуд з чавуну, нержавіючої сталі та міді, алюмінію; раковини, плити та інші поверхні. Губки зі сталевою ниткою дозволяють досягти досконалої чистоти, але їх не варто застосовувати на легко-ушкоджуваних поверхнях. Мачулки з нержавіючої сталі, відмінно очищають поверхні. Довговічні, майже не окислюються. Їх використовують для чищення грилів, барбекю, решіток та інших предметів для смаження. Не використовують їх для очищення антипригарних поверхонь, на пластикових поверхнях, на емалі тощо.